# Making My Way
"Making My Way" (cách điệu: "MAKING MY WAY" ) là một bài hát được thu âm bởi ca sĩ người Việt Nam Sơn Tùng M-TP. Bài hát được phát hành vào ngày 5 tháng 5 năm 2023, sau hơn một năm kể từ đĩa đơn trước đó của anh, "There's No One at All" (2022), đồng thời đây cũng là đĩa đơn tiếng Anh thứ hai trong sự nghiệp của Sơn Tùng M-TP.
Sau khi phát hành, bài hát đã nhận về những đánh giá trái chiều từ khán giả và các nhà phê bình âm nhạc về chất liệu âm thanh, giọng hát và phát âm tiếng Anh của Tùng, nhưng nhìn chung những đánh giá này là tích cực.
Về mặt thương mại, "Making My Way" có màn ra mắt với hơn 1 triệu lượt phát sau hơn một ngày phát hành trên Spotify, đồng thời dẫn đầu các nền tảng nhạc số tại Việt Nam, bao gồm Spotify, iTunes, Apple Music và YouTube Music. Bài hát lần lượt mở màn ở các vị trí thứ 6 và thứ 4 trên hai bảng xếp hạng Billboard Vietnam Hot 100 và Top Vietnamese Songs chỉ với nửa ngày tích điểm. Sang tuần tiếp theo, bài hát vươn lên dẫn đầu ở cả hai bảng xếp hạng, trở thành bài hát quán quân thứ hai tại Việt Nam trong sự nghiệp của Sơn Tùng M-TP (nếu tính cả "There's No One at All").

## Đánh giá chuyên môn
Tác giả Vũ Thảo từ tạp chí Đẹp đánh giá “Making My Way” sở hữu giai điệu tương đối bắt tai: "Nhịp điệu EDM dồn dập pha trộn chất liệu nhạc Latin đem đến cho ca khúc một vibe mang đậm tinh thần phóng khoáng, rạo rực của mùa hè. Đặc biệt, việc sử dụng toàn bộ tiếng Anh để viết lời bài hát cho thấy Sơn Tùng đang tiếp tục phát triển con đường tiếp cận với thị trường âm nhạc quốc tế của mình." Cô cũng cho rằng từ trước đến nay lời bài hát vẫn luôn là ưu thế của Sơn Tùng khi nó được trau chuốt rất cẩn thận, mượt mà. Lần này, dù sáng tác bằng tiếng Anh nhưng ca từ bài hát không hề bị sáo rỗng hay đơn giản quá.
Tờ Malay Mail của Malaysia đã mô tả "giọng hát năng động" và "âm thanh sáng tạo" của Tùng là sự pha trộn độc đáo giữa ảnh hưởng của Việt Nam và phương Tây, đồng thời dẫn chứng thêm phim tài liệu Sky Tour so sánh với bài hát này để thể hiện niềm đam mê nghệ thuật của Tùng, cũng như cách âm nhạc của Tùng vượt qua ngoài biên giới.
Trong một chiều hướng đánh giá khác, Hồng Hà từ báo Tiền Phong gọi "Making My Way" là một bước lùi của Sơn Tùng, cô gọi phần điệp khúc là những gì hay nhất trong sản phẩm lần này của Tùng. Còn về tổng thể bài hát gây thất vọng từ rất nhiều yếu tố: "giọng hát của Sơn Tùng không mấy ăn nhập nền nhạc, kết cấu giai điệu cũng không có nhiều đột biến [...] giọng hát của Sơn Tùng ở "Making My Way" có thể xem là chỉn chu, sạch, nhưng không thể toát lên chất phóng khoáng đặc trưng của latin." Phát âm tiếng Anh của Sơn Tùng cũng là yếu tố gây tranh cãi trong bài hát này: "Một lần nữa Sơn Tùng có vấn đề trong cách phát âm tiếng Anh. Nhiều khán giả bình luận không hiểu gì khi nghe giọng hát của Sơn Tùng trong ca khúc mới. Lý do chính dẫn đến điều đó là việc Sơn Tùng gần như bỏ hết âm đuôi."
Y My từ tạp chí L'Officiel dẫn lại đánh giá của một nhà sản xuất âm nhạc: "Tôi nghĩ "Making My Way" có vấn đề trong khâu mixing và mastering, dẫn đến giọng hát khá chìm so với beat. Reggaeton là dòng nhạc rất khó để thể hiện với những ca sĩ Việt Nam. Để tỏa sáng ở dòng nhạc này phụ thuộc nhiều vào giọng hát, đòi hỏi sự uyển chuyển và toát lên rất nhiều thứ trong đó”. Với câu từ và giai điệu phương Tây, Sơn Tùng mất đi những điểm mạnh vốn có và “trở lại con số 0”, từ cách sáng tác cho tới cách hát."

## Bảng xếp hạng
| Bảng xếp hạng (2022)                 | Vị trí cao nhất |
| ------------------------------------ | --------------- |
| Việt Nam (Billboard Vietnam Hot 100) | 1               |
| Việt Nam (Top Vietnamese Songs)      | 1               |

## Lịch sử phát hành
| Quốc gia | Ngày               | Định dạng                       | Hãng đĩa           | Ng. |
| -------- | ------------------ | ------------------------------- | ------------------ | --- |
| Toàn cầu | 5 tháng 5 năm 2023 | Tải kỹ thuật số phát trực tuyến | M-TP Entertainment |     |